# Silkeborg község
Silkeborg község (dánul: Silkeborg Kommune) Dánia 98 községének (kommune, helyi önkormányzattal rendelkező közigazgatási egység) egyike. A Midtjylland régióban található. Silkeborg község Favrskov, Skanderborg, Horsens, Ikast-Brande és Viborg községekkel határos. Lakosainak száma 90 719 fő (2016).